# Soava Gallone
Soava Gallone, née Stanislava Winawer  à Varsovie (Pologne) en 1880 et morte à Rome le 30 mai 1957, est une actrice de cinéma italienne d'origine polonaise. Épouse du réalisateur Carmine Gallone, elle a joué dans plus de 40 films entre 1913 et 1931. 

## Filmographie partielle
- 1913 : Il bacio di Cirano de Carmine Gallone
- 1914 : Cabiria  de Giovanni Pastrone
- 1916 : Avatar  de Carmine Gallone
- 1925 : La cavalcata ardente de Carmine Gallone
- 1927 : Celle qui domine  de Carmine Gallone et Léon Mathot
- 1931 : Il segreto del dottore de Jack Salvatori